# Stade universitaire de Lisbonne
 (avril 2025).
Le stade universitaire de Lisbonne est un stade multifonctions situé à Lisbonne. Son nom en portugais est Estádio Universitário de Lisboa (EUL).

## Histoire
Il est situé dans des espaces verts situés dans la Cité universitaire de Lisbonne (Cidade Universitária de Lisboa) avec environ 40 ha.
L’EUL fonctionne comme un service autonome de la nouvelle université de Lisbonne résultat de la fusion de l’ancienne université avec la Universidade Técnica de Lisboa en 2013.
Le stade a été inauguré le 27 mai 1956. L’EUL a été créé en 1989 et fait partie depuis 2013 de la nouvelle université.